# Yajima Kajiko

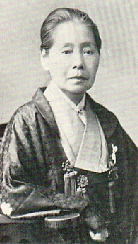
Yajima Kajiko

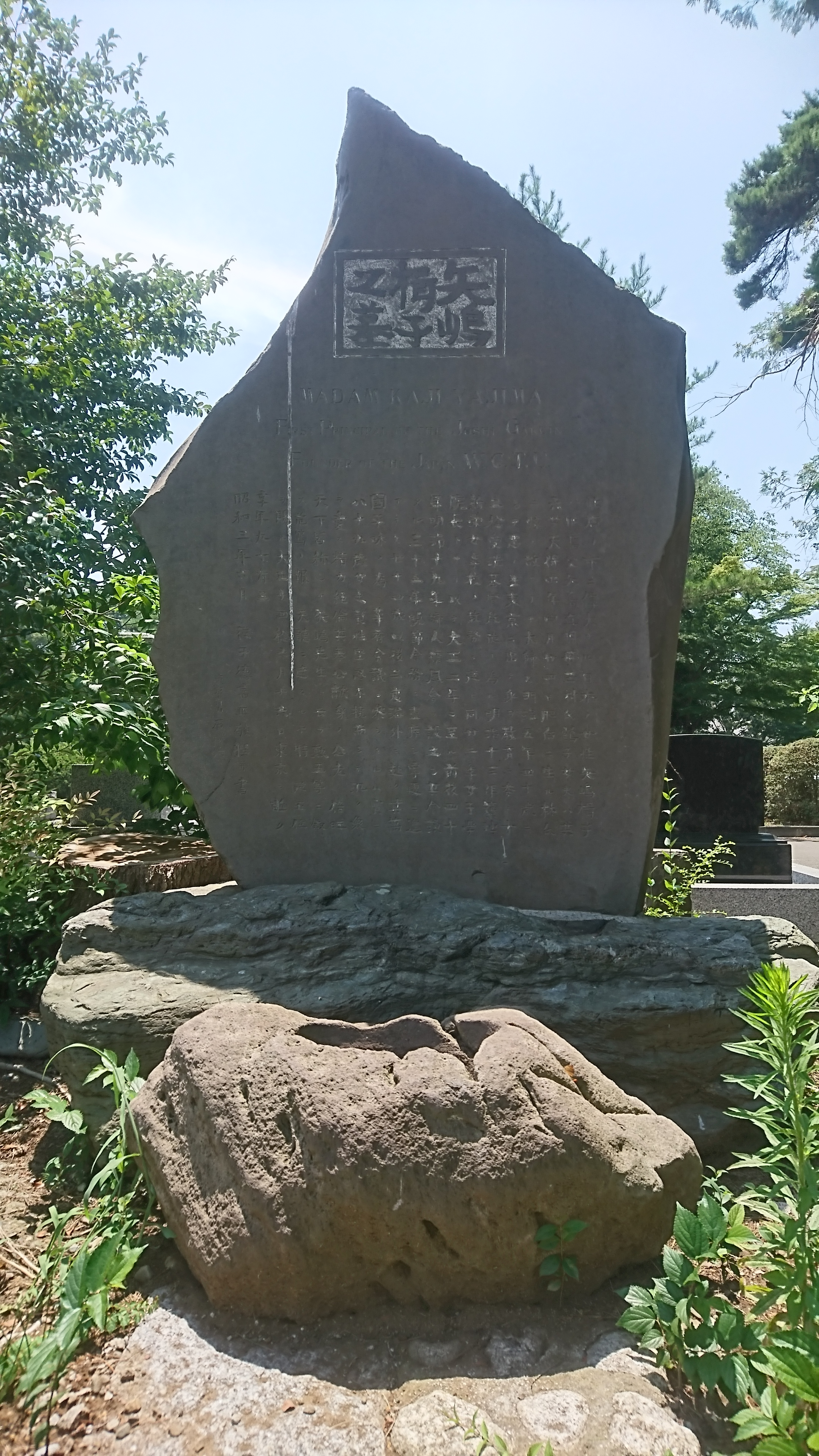
Yajimas Grab auf dem Friedhof Tama

Yajima Kajiko (japanisch 矢島 楫子, geboren als Yajima Katsu (矢島 勝); geboren 11. Juni 1833 in einem Dorf in der Provinz Higo; gestorben 16. Juni 1925 in Tōkyō) war eine japanische Christin und Erzieherin. Sie war die Tante der Brüder Tokutomi Sohō und Tokutomi Roka.

## Leben und Werk
Yajima Kajiko heiratete mit 25 Jahren, hielt aber die Trunksucht ihres Ehemanns nicht aus und ließ sich nach knapp 10 Jahren scheiden. Als ihr Bruder erkrankte und in Tōkyō behandelt werden sollte, brachte sie ihn 1872 dorthin. Unterwegs änderte sie ihren Namen in „Kajiko“.
Sie machte in Tōkyō am „Kyōin Denshūjo“ (教員伝習所) eine Lehrerausbildung, unterrichtete an einer Grundschule und dann ab 1878 an der christlichen Schule für Mädchen „Shinsakae Jogakkō“ (新栄女学校). Beeinflusst von der Missionarin Mary T. True (1840–1895) ließ sie sich 1879 taufen. Von 1889 bis 1914 wirkte sie als Direktorin des „Joshi Gakuin“ (女子学院), einer Presbyter-Oberschule in Tōkyō, die aus der Zusammenführung von zwei Schulen entstanden war.
Yajima gründete 1886 die „Nihon Kiristokyō fujin Kyōfūkai“ (日本基督教婦人矯風会), die „Japan Woman's Christian Temperance Union“. Als ihre Präsidentin für fast 35 Jahre kämpfte sie für Frauenrechte, Verbot der Prostitution und für den Verzicht auf Alkohol. Sie besuchte 1906 die 7. Internationale Konferenz der „Woman's Christian Temperance Union“ (WCTU) in den USA und nahm im Alter von 89 Jahren an der von der WCTU gesponserten Friedenskonferenz der Washington Armed Forces teil. 
Kubushiro Ochimi, eine ihrer Schülerinnen, führte ihre Arbeit fort.